# Barbara Gancia
Barbara Maria Vallarino Gancia (São Paulo, 10 de outubro de 1957) é uma jornalista brasileira. Colunista do jornal Folha de S.Paulo, até 2016, foi uma das apresentadoras do programa Saia Justa, do canal GNT.

## Biografia
Barbara Gancia é filha do falecido empresário e piloto de automóveis Piero Gancia, primeiro campeão brasileiro de automobilismo em 1966 e de Lulla Gancia, descendente de ítalo-austríacos, que, junto com o marido, foi responsável pela reforma do autódromo de Interlagos, o que possibilitou a inclusão do Brasil no calendário do campeonato mundial de Formula 1.
Passou a integrar a Folha de S.Paulo em 1984. Também escreveu para o Diário Popular e no Caderno Dois de O Estado de S. Paulo. Colaborou para outras publicações, como Vogue, Status, Senhor, IstoÉ, Gallery, Elle, RSVP e Pasquim SP.
Sua estreia na televisão aconteceu em 1996, no GNT, como integrante do programa São Paulo, Brasil, atração inspirada no Manhattan Connection, do mesmo canal. O programa também tinha a apresentação de Bob Fernandes e Roberto Muylaert.
Na televisão aberta, fez parte da estreia do Band Esporte Clube, em 2007. Antes, já integrava o BandSports, canal por assinatura do Grupo Bandeirantes, onde apresentou o Dois Na Bola junto com Silvio Luiz. Foi colunista da BandNews FM, permanecendo vinculada ao Grupo Bandeirantes até 2016. Na época, a jornalista acusou a Band de orienta-la a "pegar leve" com Eduardo Cunha, que era presidente da Câmara dos Deputados.
Foi uma das debatedoras do programa Saia Justa, do GNT, onde estreou em 2013 junto com Mônica Martelli, Astrid Fontenelle e Maria Ribeiro. Esteve na atração até 2016, saindo junto com Maria Ribeiro. Na época, houve rumores de uma briga com a atriz, mas os boatos foram desmentidos pela jornalista.
Escreveu o livro “A Saideira” (editora Planeta, 2018) no qual descreve sua trajetória de trinta anos de alcoolismo e como conseguiu se livrar da dependência e conquistar a felicidade de uma vida produtiva.
Envolveu-se em escândalos, chegando a ser condenada a indenizar em 10 mil reais o assessor internacional do Presidente da República, Filipe Garcia Martins, por chamá-lo de “supremacista” no Twitter. A decisão é do juiz Danilo Fadel de Castro, da 10.ª Vara do Foro Central Cível de São Paulo. Posteriormente, em dezembro de 2024, Filipe Martins foi condenado por gesto considerado racista durante sessão no Senado. O entendimento do juiz David Wilson de Abreu Pardo, da 12.ª Vara Criminal da Justiça Federal em Brasília, é de que o ex assessor formou intencionalmente a sigla White Power com as mãos.
Durante as eleições de 2022, a jornalista causou polêmica por insultar a filha do então presidente da república em publicação de redes sociais.. Após a repercussão negativa, a primeira-dama disse que tomaria medidas contra a jornalista.

## Prêmios
No jornalismo, ganhou o Prêmio Abril em 1989 por uma reportagem na categoria Beleza. Em 2014, apareceu na lista dos cem mais admirados jornalistas brasileiros, em uma pesquisa feita pelo portal Jornalistas&Cia entre mais de 55 mil profissionais da área. Também esteve na lista em 2015.

## Vida pessoal
Barbara Gancia é casada com Marcela de Castro Bastos, filha do ex-ministro Marcio Thomaz Bastos.